# Tim Paterson
Tim Paterson (1956) è un programmatore statunitense, famoso per essere l'autore originale dell'MS-DOS, il più diffuso sistema operativo degli anni ottanta.

## Biografia
Durante gli studi all'Università del Washington, Paterson lavorò come tecnico riparatore per un negozio di computer a Seattle, Washington. Dopo la laurea con lode nel giugno del 1978, andò a lavorare per la Seattle Computer Products come ingegnere e progettista, dove realizzò i prototipi della Z80 Card per la Microsoft, una scheda di espansione per gli Apple II dotata di una CPU Z80, capace di far girare il sistema operativo CP/M.
Un mese più tardi, Intel rilasciò la CPU 8086, e Paterson si dedicò alla progettazione di una scheda S-100 con l'8086, che fu messa sul mercato nel novembre del 1979. L'unico software in commercio per quella scheda era una versione del Microsoft BASIC. Il sistema operativo standard CP/M a quel tempo non era compatibile con quella CPU e, senza un vero sistema operativo, la commercializzazione della scheda non decollava. Paterson iniziò a lavorare sul QDOS (Quick and Dirty Operating System) nell'aprile del 1980 per colmare questo vuoto, copiando le API del CP/M attingendo da varie fonti tra le quali il manuale del CP/M, in modo tale che potesse essere il più possibile compatibile. La versione 0.10 venne completata nel luglio del 1980. Successivamente il QDOS venne ribattezzato 86-DOS. Con la versione 1.14 l'86-DOS era cresciuto a più di 4.000 linee di codice assembly. Nel mese di dicembre del 1980 Microsoft si assicurò i diritti per commercializzare l'86-DOS ad altri produttori hardware, prima fra tutti IBM, che distribuì il sistema come PC-DOS insieme al suo PC. In seguito anche Microsoft commercializzò l'86-DOS come MS-DOS.
Paterson lasciò SCP nell'aprile del 1981 e, nel maggio dello stesso anno, fu assunto da Microsoft, dove restò fino all'aprile del 1982. Dopo un breve rientro a SCP, Paterson fondò una propria compagnia, la Falcon Technology, che fu poi acquistata da Microsoft nel 1986. Rientrato in Microsoft, vi restò fino al 1988, poi ne uscì e vi rientrò nuovamente dal 1990 al 1998: durante quest'ultimo periodo, Paterson lavorò al Visual Basic.
Dopo l'ultima uscita da Microsoft, Paterson ha fondato una società di sviluppo software, la Paterson Technology. Ha fatto anche diverse apparizioni nel programma BattleBots del canale televisivo Comedy Central. Paterson guida anche auto da rally nella serie SCCA Pro Rally ed ha progettato un suo computer di bordo, che ha integrato nella trasmissione di una Porsche 911 a 4 ruote motrici.

## Le accuse di plagio
Nonostante abbia ammesso di aver scritto l'86-DOS per essere il più possibile compatibile con il CP/M, Paterson ha sempre sostenuto di aver scritto l'86-DOS di suo pugno ed ha sempre negato di aver fatto riferimento al codice del CP/M durante la sua stesura. Quando nel 2004 è stato pubblicato un libro in cui si affermava che l'86-DOS era una brutta copia del CP/M Paterson ha querelato gli autori e gli editori per diffamazione.
Il giudice che ha esaminato il caso ha respinto la querela presentata da Paterson perché, a suo dire, egli non è stato in grado di fornire prove concrete sul fatto che il capitolo su Gary Kildall sia inesatto e quanto dichiarato dall'autore sono opinioni protette dal I emendamento della Costituzione degli Stati Uniti d'America e non provatamente false.

## Citazione
(Tim Paterson, The Roots of DOS)
(Tim Paterson, The Roots of DOS)
(Tim Paterson, The Roots of DOS)
(Tim Paterson, The Roots of DOS)